# Săvârșin (gmina)
Săvârșin – gmina w Rumunii, w okręgu Arad. Obejmuje miejscowości Căprioara, Cuiaș, Hălăliș, Pârnești, Săvârșin, Temeșești, Toc, Troaș i Valea Mare. W 2011 roku liczyła 2890 mieszkańców.